# Abalone (jeu vidéo, 2003)
Pour les articles homonymes, voir Abalone.
Voici le jeu abalone :
Abalone est un jeu vidéo développé et édité par GOTO.Games, sorti en 2003 en France sur PC. Ce jeu est maintenant distribué par Hasbro.
Il s'agit de l'adaptation vidéoludique du jeu Abalone. Il en reprend les mêmes concepts et règles.